# Дихапеталовые
Дихапеталовые (лат. Dichapetalaceae) — семейство двудольных растений, входящее в порядок Мальпигиецветные. Включает в себя три рода и около двухсот видов деревьев, кустарников и лиан, распространённых в тропических и субтропических районах планеты.

## Роды
- Dichapetalum typus — Дихапеталум
- Stephanopodium
- Tapura — Тапура